# People & Power
People & Power je dokumentární pořad katarské zpravodajské televizní stanice Al Jazeera. Televize pravidelně pouští tento pořad investigativních novinářů. Od roku 2010 se zde objevuje i podtitul Africa Investigates věnující se kauzám v Africe. Zatímco ostatní kauzy se mohou týkat celého světa. Pořad je vysílán v angličtině na Al Jazeera English jednou týdně.